# Hommages aux victimes des attentats du 13 novembre 2015 en France
Pour un article plus général, voir Attentats du 13 novembre 2015 en France.
Les hommages aux victimes des attentats du 13 novembre 2015 en France, à Paris et Saint-Denis, sont nombreux tant en France que dans le monde entier.
Un deuil national de trois jours est décrété en France les 15, 16 et 17 novembre 2015 et au Bénin et en Hongrie le 16 novembre. Une cérémonie d’hommage national aux victimes est organisée le 27 novembre dans la cour de l'hôtel des Invalides. De nombreux artistes et salles de spectacle mais aussi des sportifs de différentes nationalités rendent hommage aux victimes et expriment leur solidarité avec la France. Des démarches de projets de mémorial sont engagées.

## Deuil national, minutes de silence et mémoriaux
Le président de la République François Hollande décrète un deuil national de trois jours les 15, 16 et 17 novembre 2015. Deux autres pays décrètent un deuil national pour la journée du 16 novembre : le Bénin et la Hongrie. L'Union européenne appelle tous les Européens à observer une minute de silence le 16 novembre 2015 à midi (11 heures GMT).
Entre-temps, une minute de silence est observée lors du deuxième débat pour l'élection présidentielle de 2016 du Parti démocrate aux États-Unis et à une réunion du G20 le 15 novembre 2015.

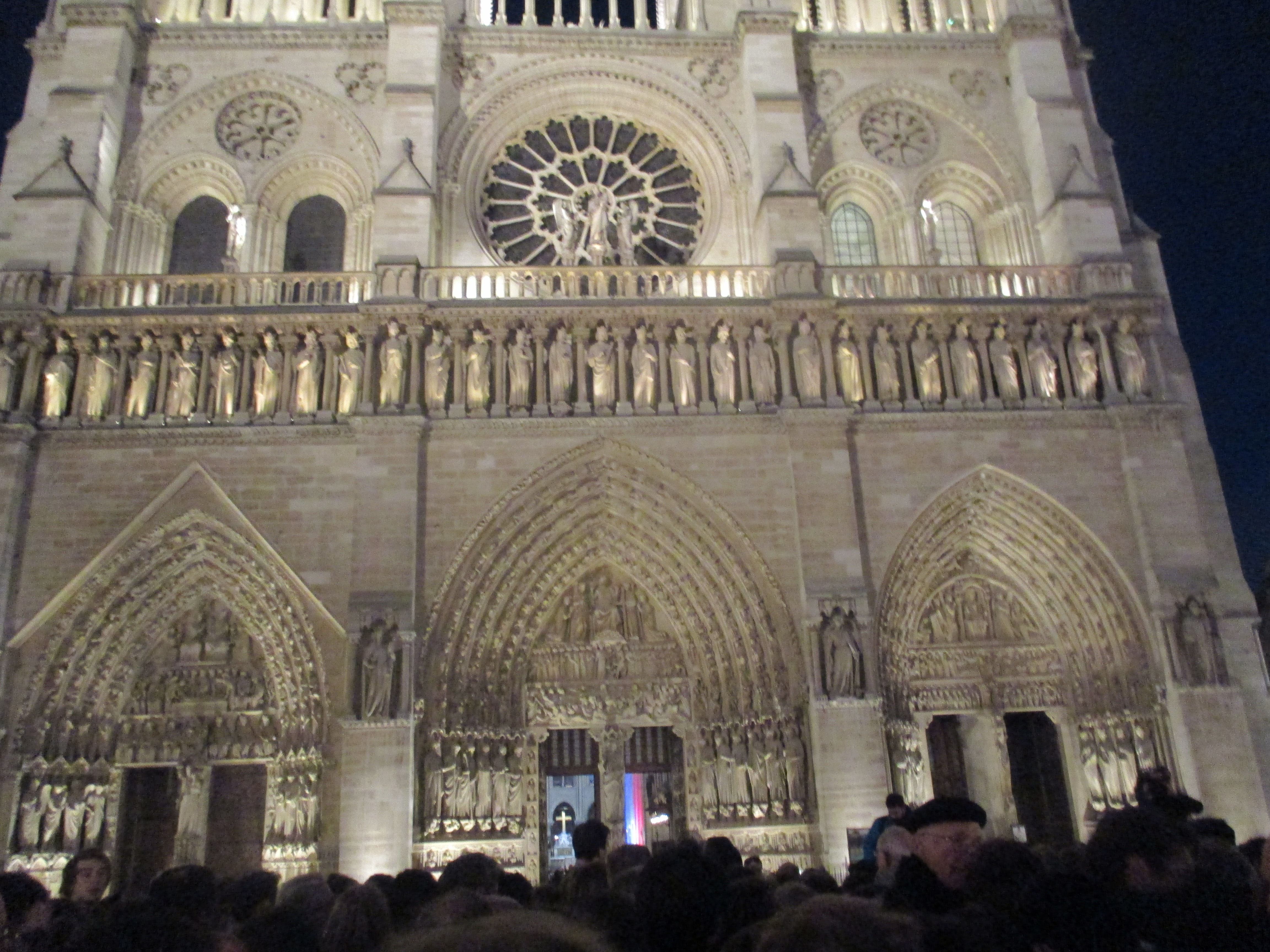
La foule sur le parvis pendant la messe à Notre-Dame le 15 novembre.

Une messe a lieu pour les victimes « et pour la France » à la cathédrale Notre-Dame de Paris le 15 novembre 2015 à 18 h 30 célébrée par le cardinal Vingt-Trois en présence des autorités : Gérard Larcher, président du Sénat, Claude Bartolone, président de l'Assemblée nationale, Anne Hidalgo, maire de Paris, Jane D. Hartley, ambassadrice des États-Unis, ainsi que Valéry Giscard d'Estaing, ancien Président de la République et son épouse, Alain Juppé et son épouse, François Fillon et son épouse, et d'autres personnalités. Le glas a sonné pendant un quart d'heure avant la cérémonie. Un faisceau lumineux tricolore bleu-blanc-rouge est projeté dans le chœur et l'organiste Olivier Latry fait une improvisation remarquée, pendant l'offertoire, sur le thème de La Marseillaise,,.
La minute de silence du 16 novembre 2015 est respectée dans toute la France, les administrations, les mairies, les établissements d'enseignement, les entreprises et les commerces avec néanmoins quelques incidents relevés dans les prisons,,. Toutes les chaînes de Radio France respectent aussi cette minute de silence avant de diffuser la marche funèbre de la symphonie no 3 de Beethoven. Le président de la République se rend avec son gouvernement dans la grande cour de la Sorbonne pour se recueillir à cet instant. Une minute de silence est également observée lors de l'ouverture de la COP21 en présence de plus de 150 chefs d’État ou de gouvernement.
Des messages en chaîne sur les réseaux sociaux et des SMS invitent à allumer des bougies aux fenêtres dans la soirée du samedi 14 novembre,.
Des mémoriaux et hommages populaires (bougies, fleurs, peluches, poèmes, messages...) sont dressés devant les lieux mêmes des crimes et à proximité. Le 29 novembre 2015, le saccage et la profanation du mémorial de la place de la République par des manifestants anarchistes sont dénoncés par les réseaux sociaux et condamnés par le Premier ministre et le Président de la République qui les trouve « scandaleux » ,,.
Un chêne chevelu est planté le 6 janvier 2016 sur la place de la République à Paris en hommage aux victimes des attentats de Paris et Saint-Denis de 2015.

## Cérémonie aux Invalides
Le président de la République, François Hollande, préside une cérémonie d’hommage national aux victimes le 27 novembre 2015, dans la cour de l'hôtel des Invalides,. À cette occasion, il demande aux Français de pavoiser leur domicile toute la journée. C'est la première fois que des civils sont honorés dans le panthéon militaire. La cérémonie se tient de 10 h 30 à 11 h 30 et rassemble 2 650 personnes, les parlementaires, les corps constitués, les anciens présidents de la République et Premiers ministres, les représentants des partis politiques et des cultes (dont l'archevêque de Paris), du corps diplomatique et des services de secours et de police étant intervenu pendant les attentats. Toutes ces personnalités se rassemblent autour des familles des victimes. Trois familles refusent néanmoins d'assister à cet hommage dont une qui appelle à son boycott,. La Marseillaise est jouée pendant la présentation des couleurs à l'arrivée de François Hollande dans la cour des Invalides.
La cérémonie d'hommage est ponctuée par la musique de l'orchestre de la Garde républicaine et du chœur de l'Armée française qui interprètent, pendant l'arrivée des familles et des personnalités, la « marche funèbre » (deuxième mouvement) de la 3e symphonie, puis le deuxième mouvement de la 7e symphonie de Ludwig van Beethoven, l’Adagio pour cordes de Samuel Barber ou encore, en fin de cérémonie, le « Va, pensiero » du Nabucco de Giuseppe Verdi. Edgar Moreau joue la sarabande de la 2e suite pour violoncelle de Jean-Sébastien Bach. La chanson de Jacques Brel Quand on n'a que l'amour est interprétée et accompagnée à la guitare par Camélia Jordana, Nolwenn Leroy et Yael Naim, suivie de Perlimpinpin de Barbara chantée par Natalie Dessay accompagnée au piano par Alexandre Tharaud.
Le choix des trois chanteuses pour la chanson de Brel est également un message montrant l'union de trois communautés : Nolwenn Leroy est française "blanche", Yael Naim est juive franco-israélienne et Camélia Jordana est française d'origine algérienne.
Après l'hommage musical, le nom et l'âge des victimes sont appelés. Le président de la République prononce un discours d'une vingtaine de minutes : « Aujourd'hui, la Nation tout entière, ses forces vives, pleurent les victimes pleure ses victimes » évoquant ces « 130 noms, 130 vies arrachées, 130 destins fauchés, 130 rires que l'on n'entendra plus, 130 voix qui à jamais se sont tues ». Il dénonce « une horde d'assassins » ayant agi « au nom d'une cause folle et d'un Dieu trahi » lors de la nuit du 13 novembre, assurant que « la France restera elle-même » : « Ils ont le culte de la mort. Nous avons l'amour de la vie. ». Il identifie l'ennemi : « L’ennemi, c’est le fanatisme qui veut soumettre l’homme à un ordre inhumain, c’est l’obscurantisme, c’est-à-dire un islam dévoyé qui renie le message de son livre sacré. » Évoquant la jeunesse, il affirme qu'« elle vivra, elle vivra pleinement, malgré les larmes,. ».
Le discours est suivi de l’hymne des Marseillais, version de La Marseillaise arrangée en 1830 par Hector Berlioz, joué et chanté par l'orchestre de la Garde républicaine, le chœur de l'Armée française et des chanteurs de l'académie l'Opéra de Paris, dirigés par le colonel François Boulanger, et repris par l'assemblée.

## Manifestations artistiques

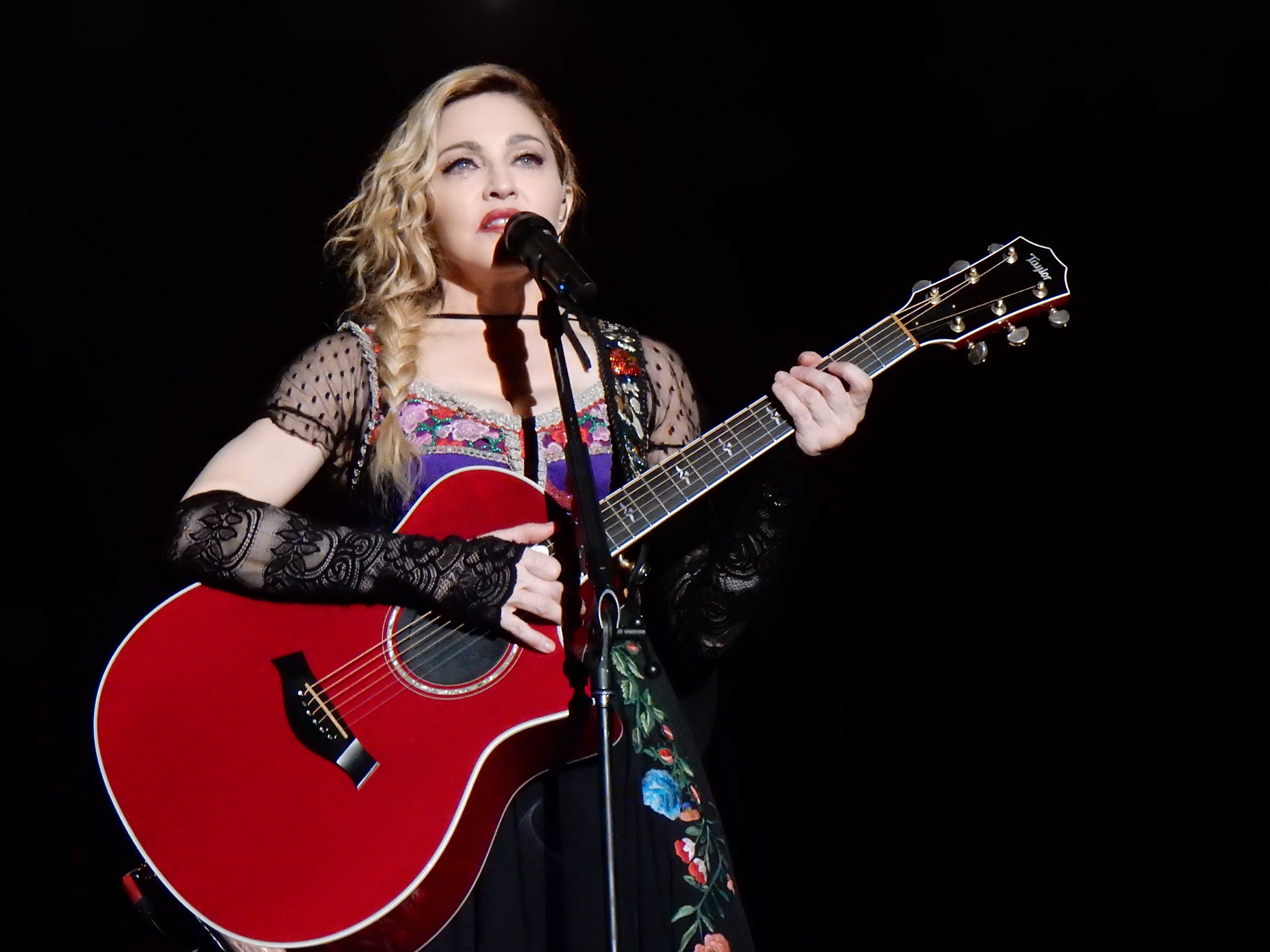
Lors d'un concert le lendemain des attentats, Madonna a interprété sa chanson en en hommage aux victimes et à leurs familles.

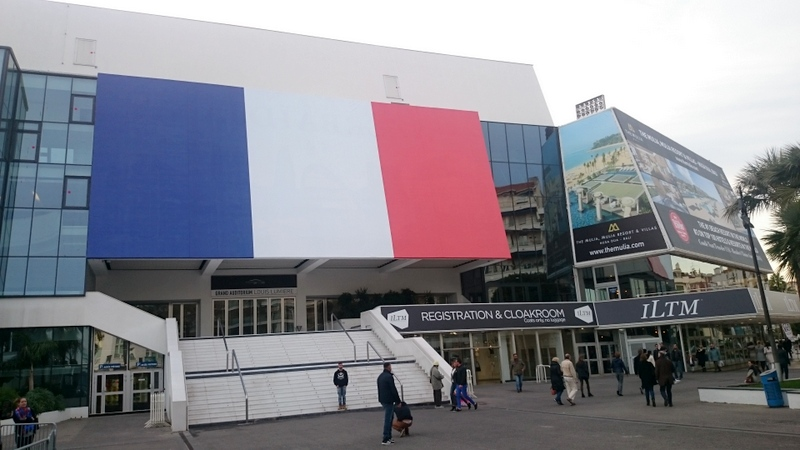
Le Palais des festivals et des congrès de Cannes, arbore un drapeau sur sa façade.

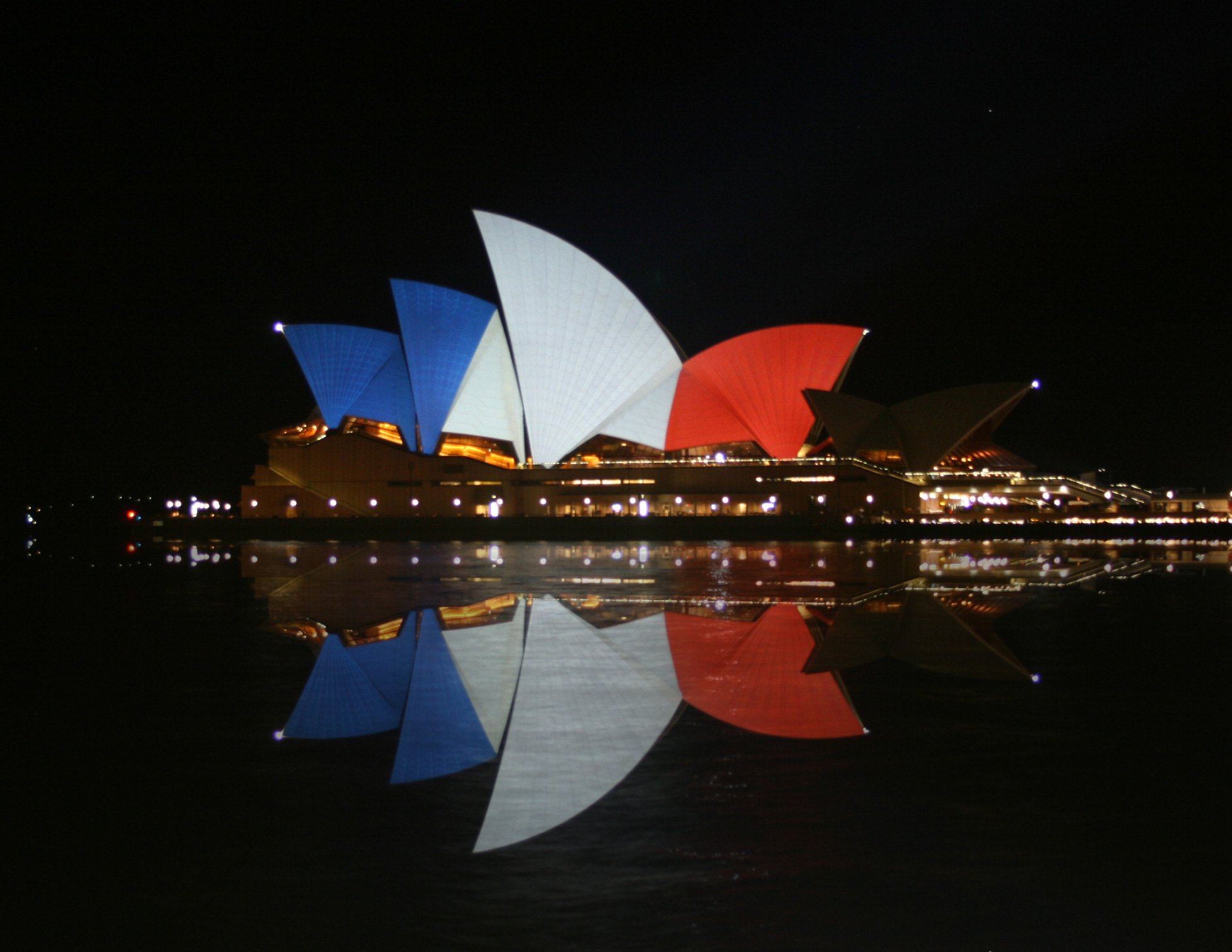
L'Opéra de Sydney (Australie) illuminé aux couleurs tricolores.

En concert dans le cadre de son Rebel Heart Tour le 14 novembre à Stockholm en Suède, Madonna demande une minute de silence au public puis interprète une version acoustique de sa chanson Like a Prayer qu'elle dédie aux victimes des attentats et à leurs familles. Plus tard lors du concert, elle chante en solo et en larmes la chanson d'Édith Piaf, La Vie en rose. Lors de son passage à l'AccorHotels Arena le 9 décembre, Madonna et son fils David chantent le morceau de Bob Marley, Redemption Song, et lors de la dernière section du concert, elle fait entonner la Marseillaise par le public. Une fois le concert terminé, elle se rend place de la République où elle chante Imagine de John Lennon ainsi que ses chansons Ghosttown et Like a Prayer,.
Le groupe de punk rock français Bérurier noir a mis en ligne le 14 novembre, une chanson nommée Mourir à Paris, écrite après l'attentat contre Charlie Hebdo, et que le groupe a décidé de diffuser en hommage aux victimes.
Johnny Hallyday en concert au Zénith de Strasbourg le 14 novembre 2015 dédie la représentation aux victimes des attentats ainsi qu'à leur famille et à leurs proches, avant d'observer avec le public une minute de silence. Il rend également hommage aux victimes le 27 novembre 2015 à l'AccorHotels Arena, jour de la cérémonie aux Invalides,.
Les opéras, salles de concert et orchestres du monde entier rendent hommage aux victimes et expriment leur solidarité avec la France. Ainsi, l'orchestre et le chœur du Metropolitan Opera de New York interprètent la Marseillaise sous la direction de Plácido Domingo, en préambule à la représentation de la Tosca de Giacomo Puccini le 14 novembre en matinée. La brochure du programme avait été complétée avec un feuillet donnant les paroles de l'hymne national et mentionnant la solidarité du Met avec les citoyens français,. Le chef québécois Yannick Nézet-Séguin à la tête de l'Orchestre de Philadelphie ouvre les deux concerts des 14 et 15 novembre au Kimmel Center for the Performing Arts avec la Marseillaise apportant un message d'espoir et d'unité à son public,. L'hymne national français est également joué par les orchestres du Centre national des Arts d'Ottawa, de l'English National Opera et de l'Opéra lyrique de Chicago. Une allocution est prononcée par Simon Rattle en concert avec l'Orchestre philharmonique de Berlin, tout comme avant le concert de l'Orchestre symphonique de Houston. D'autres orchestres comme le Deutsches Symphonie-Orchester Berlin, l'Orchestre symphonique d'Atlanta, le National Symphony Orchestra ou l'orchestre de l'Opéra de Leipzig dédient leurs concerts aux victimes. Ailleurs, c'est une minute de silence qui est respectée comme au Royal Opera House de Londres, à l'Opéra d'État de Berlin, à l'Opéra de Rome, à Bruxelles avant le concert de l'Orchestre de Paris et à Vaduz avant celui de l'Orchestre national de Belgique en tournée. Enfin, l'Opéra de Sydney et la scène de l'Opéra de São Paulo sont illuminés aux couleurs françaises.
Le 14 novembre, le pianiste allemand Davide Martello installe son piano devant le Bataclan et joue Imagine de John Lennon devant les personnes venues se recueillir.
Le compositeur de musique de film Allemand Hans Zimmer publie le 15 novembre sur sa page Facebook Aurora, musique qu'il avait déjà composée à la suite de la fusillade d'Aurora dans le Colorado qui était survenue lors de la diffusion du film The Dark Knight Rises (dont il avait composé la bande originale). Il écrit alors :

« Chaque artiste, chaque poète, chaque musicien de rue se sent une parenté avec Paris. Comme beaucoup, je suis meurtri par la violence déplorable, insensée qui a assiégé cette ville glorieuse. Mes pensées et mes prières sont avec les victimes, leurs familles et tous les gens de Paris. Bernstein avait dit que notre “réponse” à la violence était de “faire de la musique plus intensément, plus belle, plus dévouée que jamais.” Quelle que soit la musique que vous faites dans la vie... cet acte lâche du terrorisme est un rappel pour nous tous à considérer. Aurora a été écrit dans le sillage d'un autre acte de violence insensé. Je le partage avec vous comme une prière pour la paix et dans l'espoir que la Ville des Lumières retrouve bientôt son aurore. »

Le 16 novembre à 19 h 30, l'Opéra de Paris ouvre à nouveau ses portes, après deux jours de fermeture au public, pour la générale de La Bayadère. Stéphane Lissner, entouré, de la troupe et de toute l'équipe de l'opéra, prononce, sur la scène de l'Opéra Bastille, un important discours en hommage aux victimes des attentats, rappelant qu'« Il n'y a pas de meilleure réponse que de jouer, jouer et jouer encore », avant d'inviter le public à respecter une minute de silence et à chanter ensemble La Marseillaise jouée par les musiciens de l'Orchestre Colonne,.
Les 18, 19 et 20 novembre, un piano est installé le soir devant le Bataclan par le collectif « Keep The Link - Not Afraid » pour permettre aux passants de rendre hommage aux victimes à travers la musique et le chant.
Le 20 novembre, en l'église Saint-Sulpice de Paris, le chef d'orchestre Hugues Reiner interprète le Requiem de Wolfgang Amadeus Mozart, accompagné de quatre cents choristes et instrumentistes, en hommage aux victimes de l'attentat.
Un collectif de plusieurs personnalités du monde de la culture donne rendez-vous le 20 novembre à 21 h 20 devant le Bataclan et les autres cibles des attaques : « Une semaine après, allumons lumières et bougies en occupant, nos cafés, notre rue, nos places, nos villes, faisons entendre ces musiques qu'ils haïssent. Faisons du bruit et de la lumière pour qu'ils comprennent qu'ils ont perdu. Nous ferons ensemble cet acte simple, ici, là, là-bas, pour faire la preuve, une nouvelle fois, que la culture continuera de rayonner et de faire briller la lumière de l'espoir et de la fraternité. »
Le 20 novembre, plusieurs youtubeurs ou humoristes dont Cyprien, Norman, Squeezie, Mister V, Jérôme Niel, Raphaël Descraques, Kemar, Natoo, Kyan Khojandi, Mathieu Madénian, Justine Le Pottier... interprètent Imagine de John Lennon et publient une vidéo sur YouTube du nom d' « Imagine Paris »,,.
Le 22 novembre, lors des AMAs (American Music Awards), Céline Dion et Jared Leto rendent hommage aux victimes. La chanteuse canadienne émeut la foule en interprétant l’Hymne à l'amour d'Édith Piaf.
Les 6 et 7 décembre, alors que le groupe de rock irlandais U2, donne deux concerts à l'AccorHotels Arena, le chanteur du groupe Bono interprète Ne Me Quitte Pas de Jacques Brel, pendant que les noms des victimes défilent sur un écran géant de 30 mètres de long sur les couleurs de la France. À la fin du deuxième concert, le lundi, Bono invite les Eagles of Death Metal à les rejoindre en annonçant que trois semaines plus tôt au Bataclan « on leur a volé leur scène, alors nous allons leur offrir la nôtre ». Ils interprètent ensemble People Have The Power de Patti Smith, puis les U2 se retirent et laissent le groupe californien jouer sa chanson Love You All The Time. Le lendemain, Jesse Hughes et ses partenaires reviennent devant le Bataclan pour rendre hommage aux victimes.
Le francophile écrivain américain James Ellroy reverse la totalité de ses droits d'auteur en France aux victimes dans un geste qu'il voulait garder secret. Josh Homme, l'un des membres des Eagles of Death Metal, a promis de reverser tous les dons faits à son association The Sweet Stuff Foundation. Le groupe de hard rock Metallica a également annoncé la sortie d'un album live enregistré en 2003 au Bataclan, dont les recettes iront aux victimes des attaques.
Les attentats ont inspiré de nombreuses chansons : après Johnny Hallyday qui chantait dès janvier 2016 Un dimanche de janvier place de la République lors de l’hommage national aux victimes du terrorisme, Renaud lui consacre deux titres, Hyper Cacher et J'ai embrassé un flic. Le 4 décembre 2015, Nekfeu sort le clip Le Bruit de ma ville et évoque la capitale meurtrie : « Je n’ai que des cauchemars et la nuit je dors mal. Car mon pote est mort là comme si c’était normal. Mon pote est mort là sans même me dire « Au revoir ». » Slimane publie Le Vide. Louane chante Un automne à Paris, composé par Ibrahim Maalouf. Cali chante On ne se lâchera pas la main, Alexis HK Marianne, Vincent Delerm Je ne veux pas mourir, Cyril Mokaiesh Novembre à Paris, Gauvain Sers Mon fils est parti au Djihad et Damien Saez Les Enfants Paradis ainsi que Tous les gamins du monde.
En juin 2018, le graffeur Banksy peint sur une porte de secours du Bataclan une fresque représentant une femme dans une attitude de deuil en hommage aux victimes des attentats du 13 novembre 2015. Cette œuvre, La Jeune Fille triste, volée en janvier 2019 est retrouvée en juin 2020 en Italie.

## Manifestations sportives
De très nombreux sportifs de différentes nationalités rendent hommage aux victimes des attentats,. Ainsi au Centre Bell de Montréal lors d'un match de hockey sur glace opposant le 14 novembre les Canadiens de Montréal à l'Avalanche du Colorado, la salle est illuminée avec des projecteurs tricolores et les spectateurs chantent La Marseillaise
Le 14 novembre, la NBA rend hommage aux victimes des attentats de Paris en observant une minute de silence et en faisant jouer La Marseillaise avant les rencontres.
La Fédération française de basket-ball annule toutes les rencontres du week-end dans tout le pays. L'ensemble des rencontres professionnelles de rugby à XV, européennes et nationales, disputées sur le sol français le week-end après les attentats sont reportées, respectivement par l'EPCR et la Ligue nationale de rugby. Le Trophée Éric Bompard à Bordeaux, épreuve de patinage artistique, est lui aussi annulé.
En football, les supporters marseillais, pourtant premiers rivaux des Parisiens du PSG déploient sur un pont de Marseille une banderole « Nous sommes Paris ». L'équipe anglaise participe à la minute de silence tenue le 16 novembre à midi avant une rencontre amicale contre l'équipe de France le lendemain. À cette occasion, le stade de Wembley où se tient le match se pare des couleurs tricolores et les supporters des deux nations entonnent d'une même voix La Marseillaise. Près de 17 millions de téléspectateurs français suivent en direct l’événement sur TF1.
Lors du Monday Night Raw du 16 novembre 2015, les superstars de la WWE rendent hommage aux victimes des attentats avec une minute de silence et l’aréna est éclairée aux couleurs françaises.
Cependant, la minute de silence qui devait avoir lieu le 18 novembre 2015 lors d'un match de football opposant la Turquie et la Grèce est huée par la foule, aux cris de « Allahu akbar »,,. De même, lors de la rencontre Irlande-Bosnie, des supporteurs bosniaques sifflent et crient pendant la minute de silence pour les victimes des attentats de Paris et sont vite rappelés à l'ordre par le public irlandais. La minute de silence du match Azerbaïdjan-Moldavie est notamment sifflée par les supporters azéris.

## Rassemblements
Plusieurs rassemblements spontanés ont eu lieu en France et dans d'autres pays entre le samedi 14 novembre et le 21 novembre,.

### En France

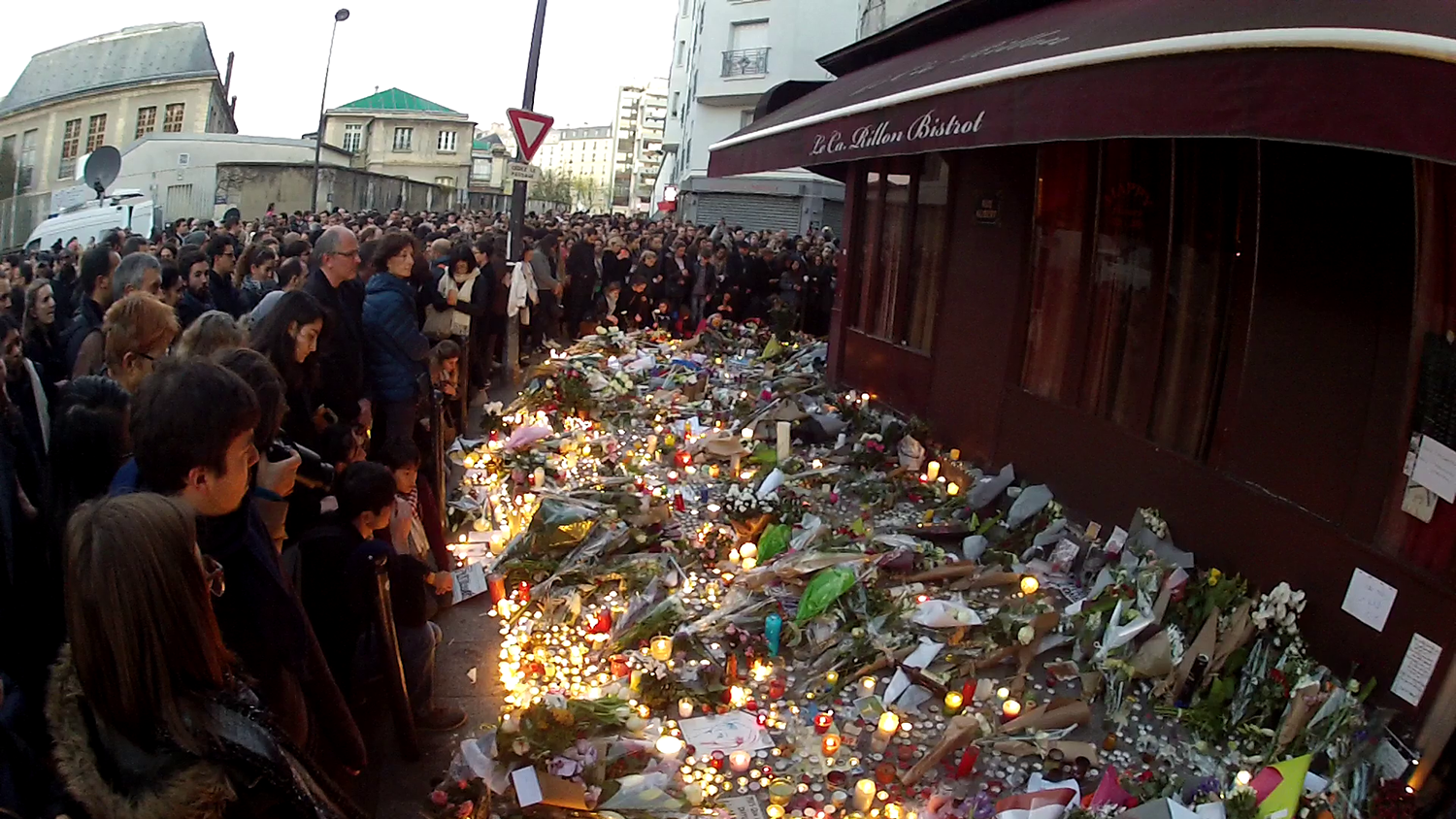
Rassemblement devant Le Carillon à Paris.

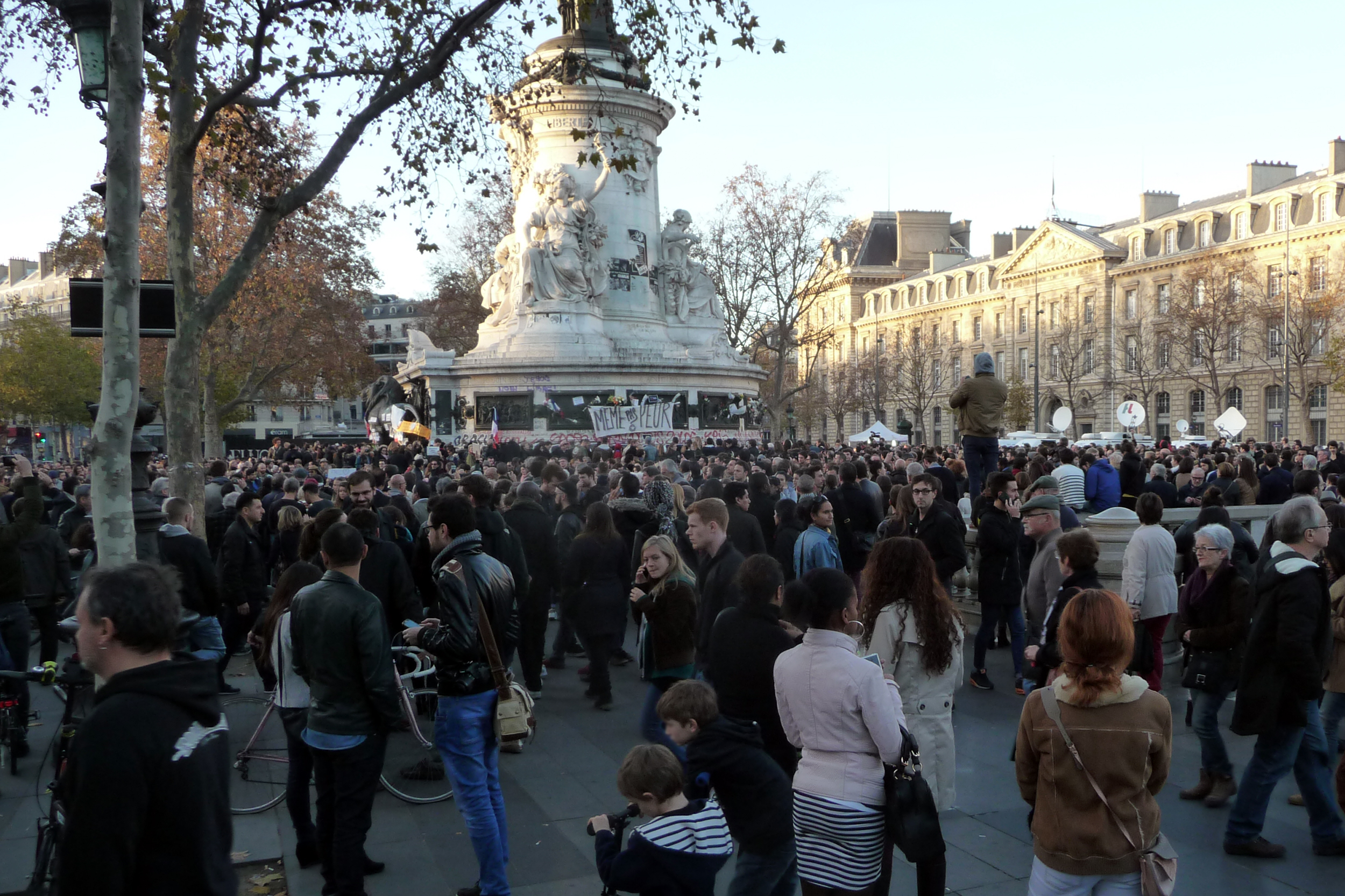
Rassemblement spontané sur la place de la République à Paris le 15 novembre.

| Anglet Arras Avignon Bayonne Biarritz Boulogne-sur-Mer Divonne-les-Bains Dunkerque Grenoble Laval Lille Limoges Marseille Montpellier Metz Nancy Nantes Nice Niort Orléans Pau Paris Poitiers Quimper Soissons Toulouse Valenciennes Brest Caen Dijon Dinan Rouen L'Île-d'Yeu Besançon Guingamp Concarneau Challans Chambéry Libourne Aix-les-Bains Chalon-sur-Saône |

#### 14 novembre
- Anglet : 150 personnes[84].
- Arras : 500 personnes[85].
- Avignon : 300 à 500 personnes[86].
- Bayonne : près de 1 000 personnes[84].
- Biarritz : 400 personnes[84].
- Boulogne-sur-Mer : 200 personnes[87].
- Divonne-les-Bains : 40 personnes[88].
- Dunkerque : entre 200 et 250 personnes[89].
- Grenoble : 5 000 personnes[90].
- Laval : 2 000 personnes[91].
- Lille : 1 000 personnes[92].
- Limoges : 300 personnes[93].
- Marseille : 200 personnes[94].
- Montpellier : 3 000 personnes[95].
- Metz : 500 personnes[96].
- Nancy : 300 personnes[93].
- Nantes : 500 personnes[93].
- Nice : 200 personnes[97].
- Niort : 2 000 personnes[98].
- Orléans : 300 personnes[93].
- Pau : 500 personnes[99].
- Paris : les rassemblements étaient interdits, mais des milliers de personnes se sont quand même réunies près des lieux qui ont subi les attaques et sur la place de la République[100],[93].
- Poitiers : 3 500 à 5 000 personnes[101].
- Quimper : 700 personnes[93].
- Soissons : 3 000 personnes[102].
- Toulouse : 250 personnes[103].
- Valenciennes : 200 personnes[104].

Plusieurs rassemblements spontanés se sont tenus malgré l'interdiction décrétée en Île-de-France. D'autres ont été interdits, comme à Tours et en Corse.

#### 15 novembre
- Brest : 2 500 personnes à l'appel de la Ligue des Droits de l'Homme[107].
- Caen : 1 800 personnes[108].
- Dijon : 500 personnes[109].
- Dinan : 3 000 personnes[110].
- Rouen : 250 personnes[111] lors d'un rassemblement qui a eu lieu à midi place de la Cathédrale[112].
- L'Ile d'Yeu : 200 personnes.

#### 16 novembre
- Besançon : 500 à 600 personnes[113].
- Guingamp : 350 personnes[114].
- Poitiers : 2 000 lycéens[115].
- Concarneau : 300 personnes[116].
- Challans : 400 personnes[117].

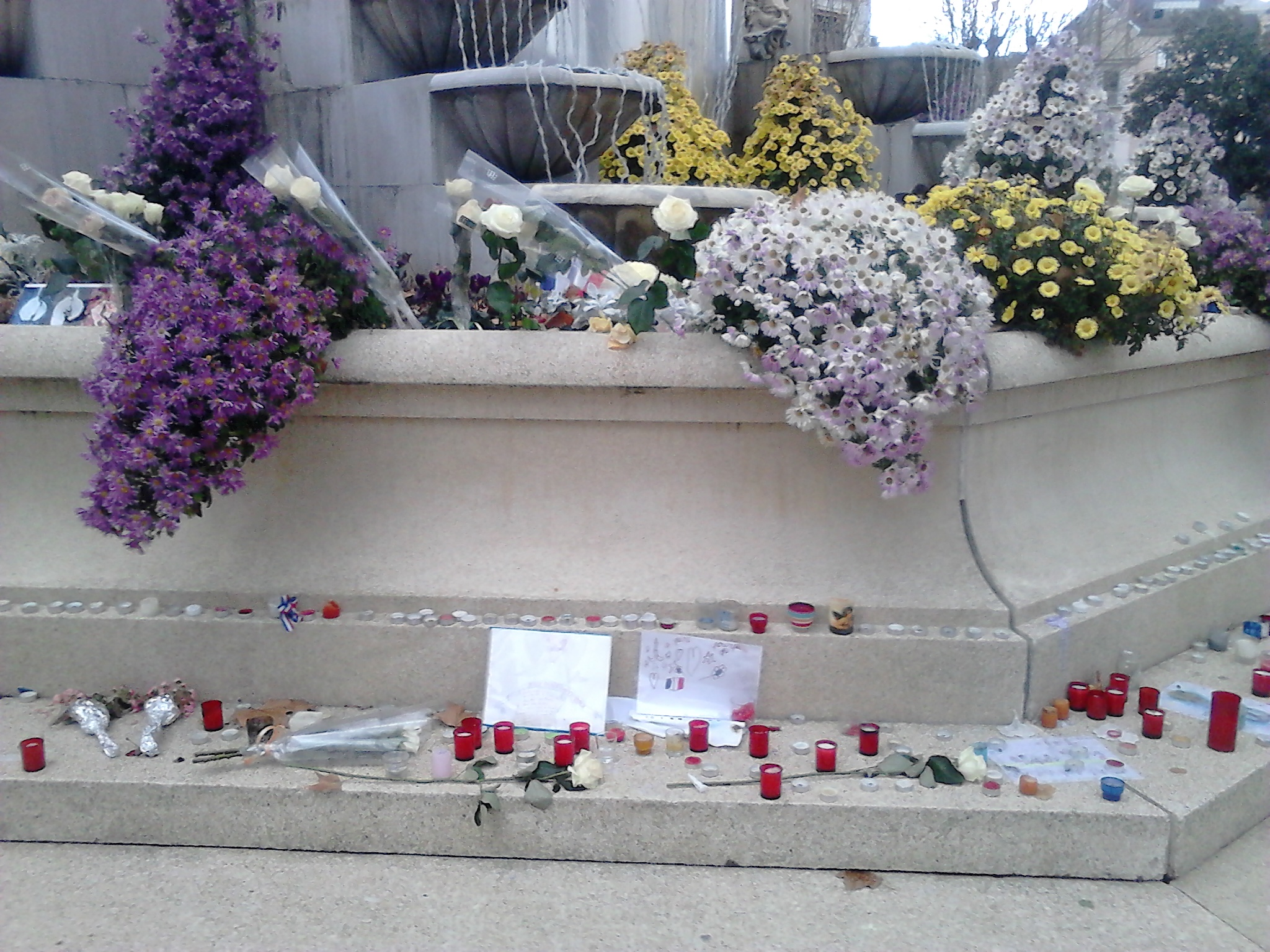
Aix-les-Bains (Savoie).

Le 17 novembre, 12 000 personnes se sont réunies à Toulouse.
Le 19 novembre, 3 000 personnes se sont réunies sur les lieux des attentats face au stade de France à Saint-Denis.
Le 20 novembre, 1 000 personnes se sont réunies à Chambéry, 300 personnes à Libourne et 5 000 personnes à Rouen.
Le 21 novembre, 400 personnes se sont réunies à Aix-les-Bains, et 2 200 personnes à Chalon-sur-Saône.

### Hors de France
- Barcelone : 500 à 1 000 personnes[126].

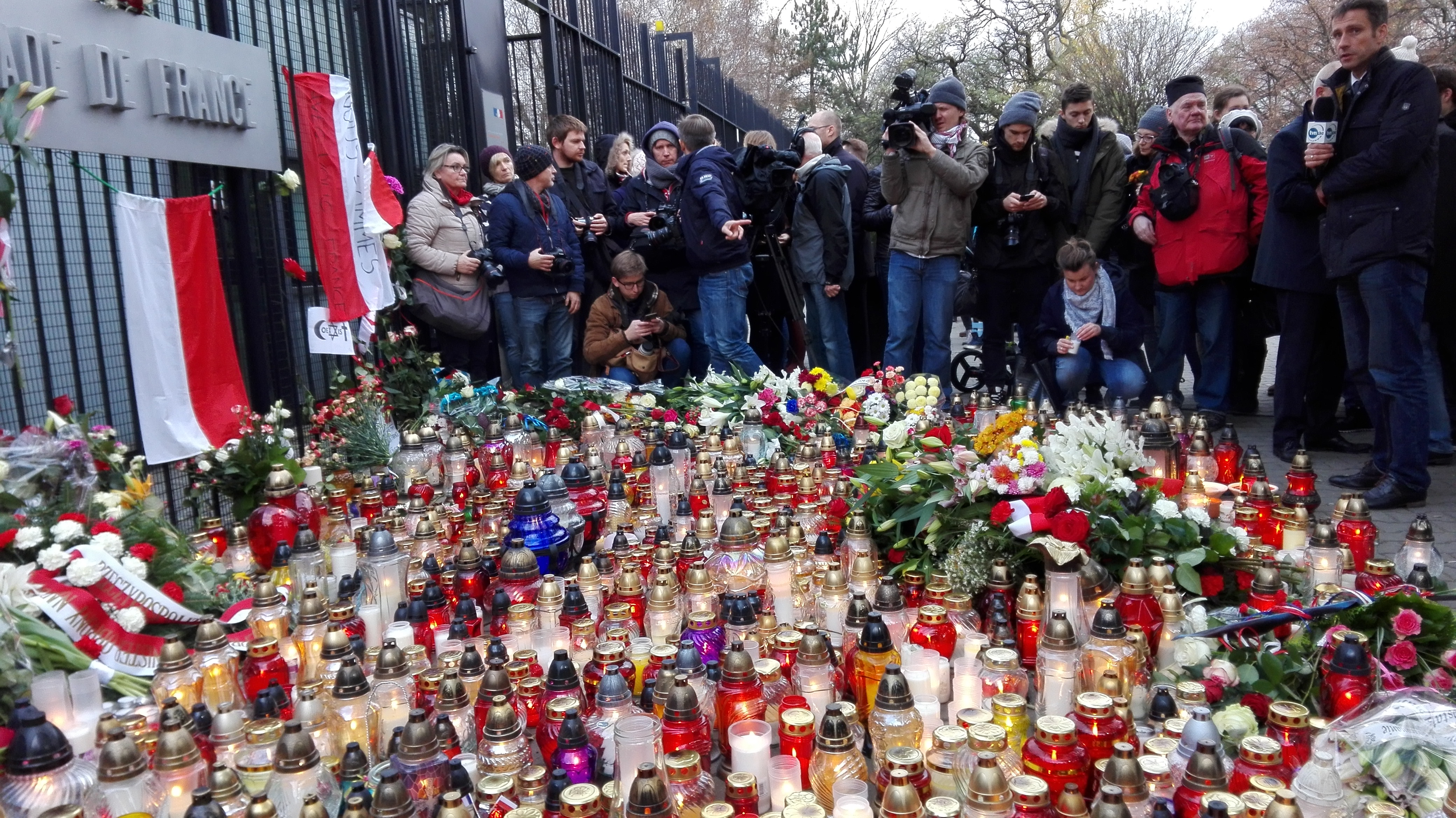
Ambassade de France à Varsovie en Pologne le 14 novembre 2015.

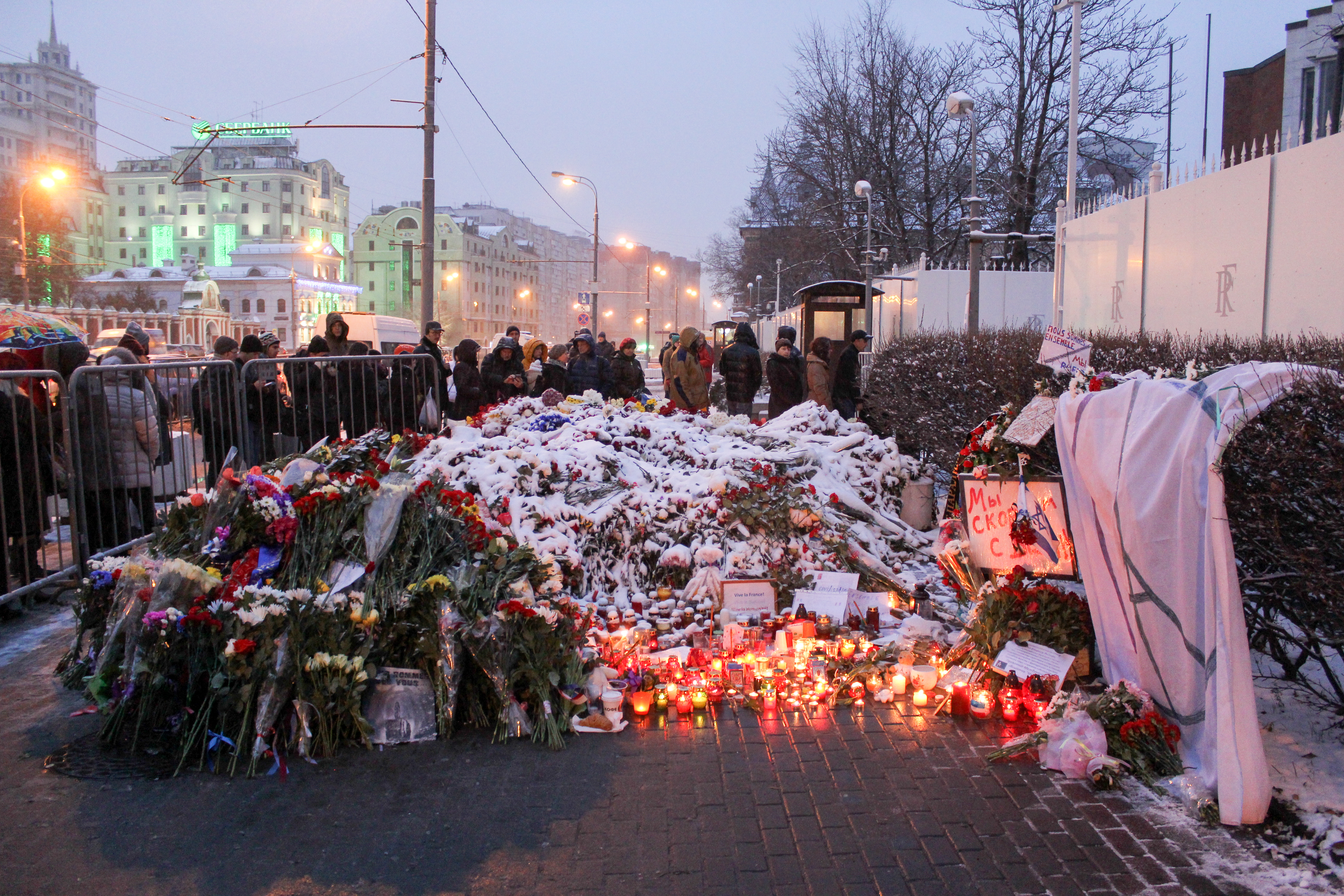
Ambassade de France à Moscou, 15 novembre 2015.

- Copenhague : 15 000 à 20 000 personnes, dont le premier ministre danois Lars Løkke Rasmussen[127].
- Dublin : 6 000 personnes[128].
- Genève : des centaines de personnes devant le consulat de France[129].
- Londres : plusieurs milliers de personnes[130].
- Liège : une foule d'un millier de personnes entonne La Marseillaise le 17 novembre[131].
- Molenbeek-Saint-Jean : 2 000 personnes[132].
- Montréal : 5 000 à 10 000 personnes dont le maire Denis Coderre[133],[134].
- New York : 2 000 à 3 000 personnes, dont le maire de New York Bill de Blasio[135].
- Oslo : Plusieurs centaines de personnes se sont recueillies devant l'ambassade de France[136].
- Tel Aviv : Plusieurs milliers de personnes[137].
- Varsovie : Des dizaines de personnes se sont rassemblées devant l'ambassade de France[138].
- Washington : Plusieurs centaines de personnes se sont rassemblées devant la statue de Lafayette[130].

### Projets de mémorial

#### Monument
Le 15 novembre 2015, une association « Génération Bataclan » est enregistrée à la préfecture de Paris dans le but de regrouper les personnes physiques ou morales qui sont en faveur de l’édification à Paris d’une statue commémorant les attentats du 13 novembre 2015 à Paris,. Un an après l'événement, en novembre 2016, l'association a sélectionné 10 projets parmi 51 proposés et appelle toujours d'une part au choix du projet et d'autre part à participer à son financement. Toutefois la Mairie de Paris et les associations, Life for Paris et 13onze15-Fraternité-Vérité, ont pris leur distance avec cette association qui ne regroupe ni victimes ni membres de familles de victimes.

#### Mémorial virtuel
Midi libre a publié une liste des cent trente victimes des attentats, et le Parisien ainsi que Libération un mémorial photo en ligne.
Le 23 novembre, les journalistes du Monde annoncent leur intention de réaliser un « mémorial du 13 novembre » : prenant contact avec les proches des victimes, ils s'attachent à en dresser les portraits personnels au fil de leurs prochaines éditions.

### Hommages des entreprises

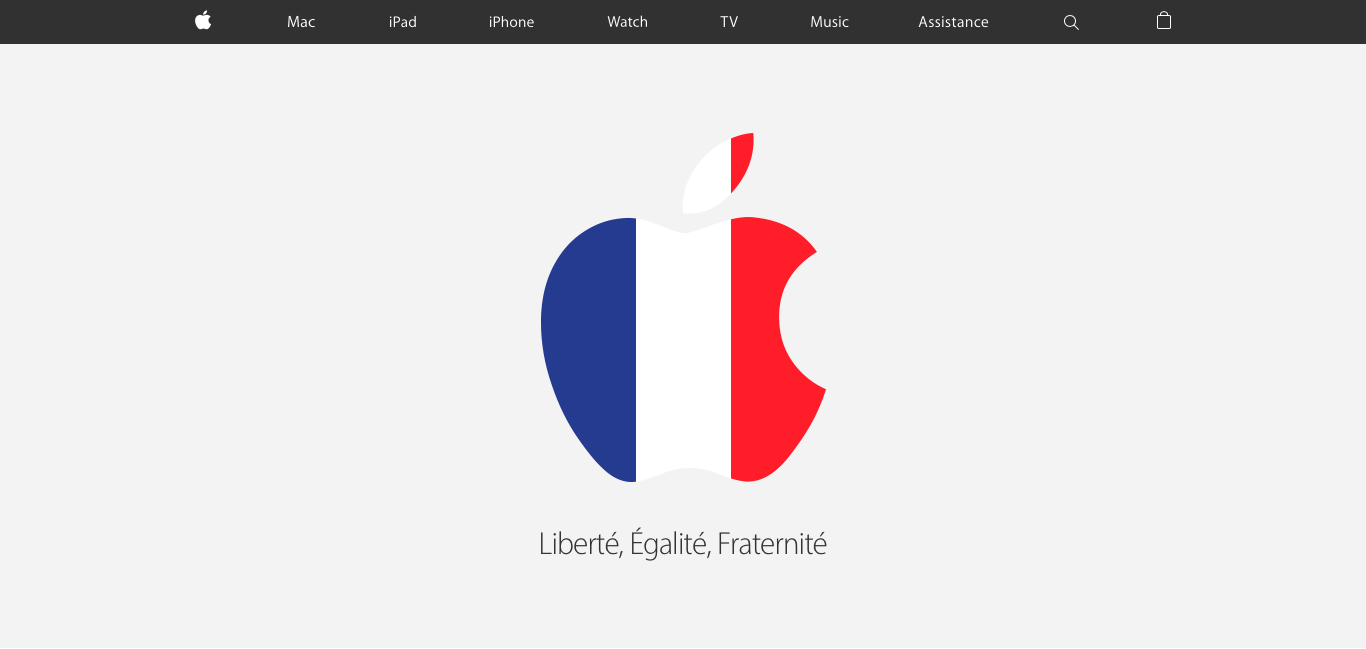
Capture d’écran de la page d’accueil francophone du site internet d’Apple le 16 novembre 2015.

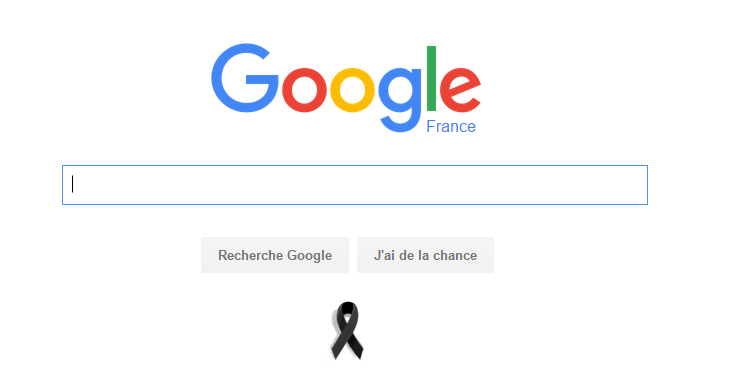
Capture d’écran de la page Google France le 15 novembre 2015.

Certains sites, comme Google France, YouTube, Microsoft France, Amazon.com, L'Obs, Apple, Deezer ou encore YouPorn s'ornent d'un drapeau français, du logo de Peace for Paris de Jean Jullien ou d'un nœud noir, en signe de solidarité. La plupart des chaînes de télévision françaises arborent un bandeau noir sur leur logo, en signe d'hommage aux victimes.

## Hommage du 10 janvier 2016
Le 10 janvier 2016, un hommage est rendu sur la place de la République à Paris aux victimes des attentats de 2015 en France, y compris celles des attentats du 13 novembre.

## Hommage du 19 septembre 2016
Le 19 septembre 2016, François Hollande participe à un nouvel hommage national « à toutes les victimes du terrorisme » qui remet en lumière les victimes du 13 novembre 2015, mais aussi des autres attentats de l'année dont celui du 14 juillet à Nice. La date correspond à la date anniversaire de l’attentat contre un DC-10 de la compagnie UTA qui avait fait 170 morts en 1989. La cérémonie est organisée par la Fédération nationale des victimes d’attentats et d’accidents collectifs (FENVAC), l’Association française des victimes du terrorisme (AFVT) l'association « 13onze15 » créée autour des attentats de novembre 2015. Père de Lola, une des victimes du Bataclan, le président de l'association 13 novembre : fraternité et vérité Georges Salines rend hommage aux « victimes innocentes » du terrorisme soulignant le « lien invisible » qui lit désormais toutes les victimes.

## Commémorations du 13 novembre 2016

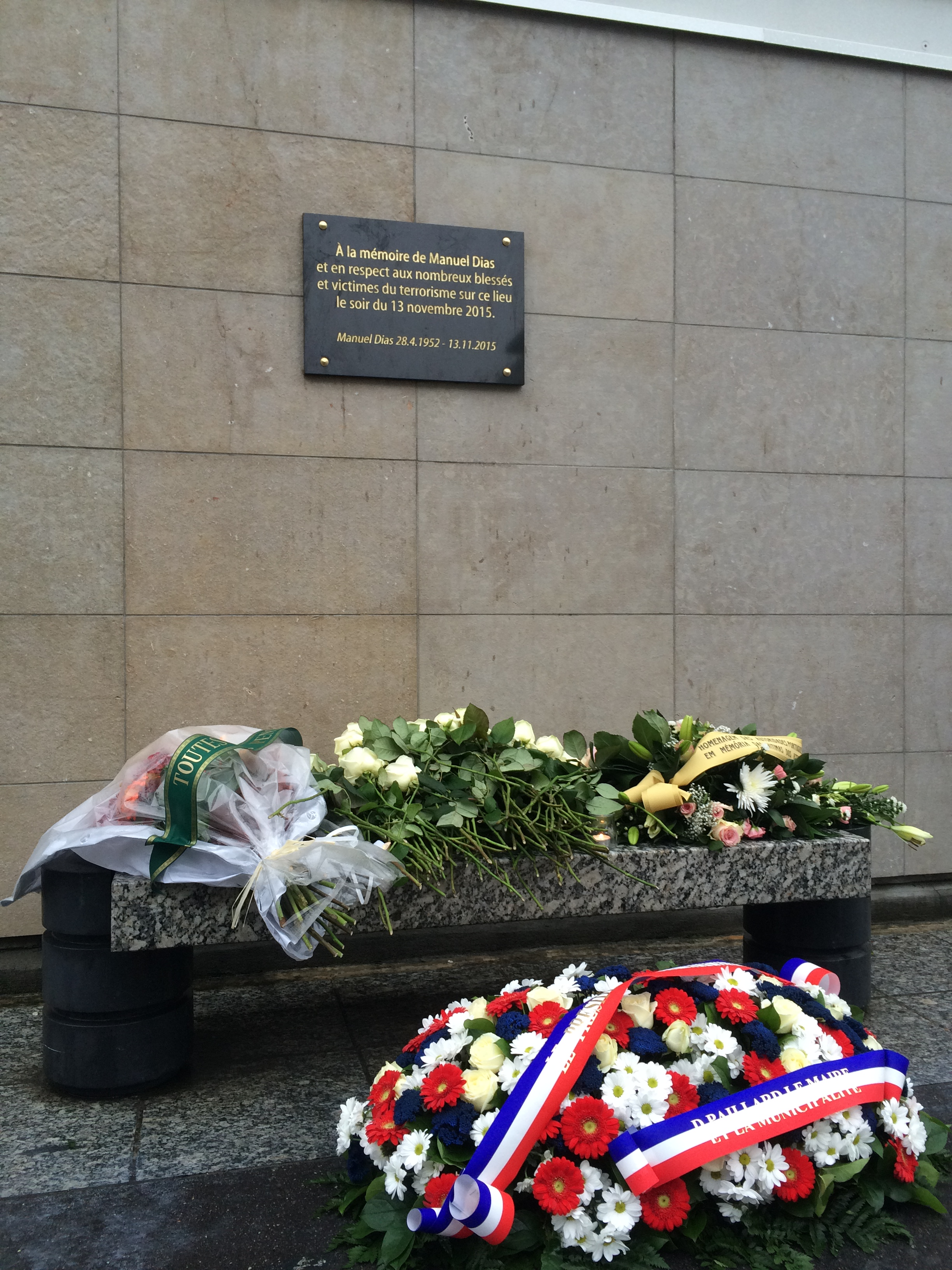
Stade de France porte D.

Six plaques commémoratives sont dévoilées le 13 novembre 2016 sur les lieux des attaques. Sur la plaque au droit de la porte D du Stade de France, on peut lire « À la mémoire de Manuel Dias et en respect aux nombreux blessés et victimes du terrorisme sur ce lieu le soir du 13 novembre 2015. Manuel Dias 28.4.1952-13.11.2015 ». Le fils de Manuel Dias décédé devant la porte D prononce le seul discours d'hommage de cette cérémonie : « (...) Je n'ai cessé d'entendre mon père nous dire qu'il était impossible de vivre avec la peur au ventre. Face à cette peur de vivre, de sortir de chez soi, nous devons tous continuer à avancer en toute liberté (...) en ne cédant jamais face à ceux qui souhaiteraient nous terroriser (...) Pour continuer à vivre en liberté nous devons également combattre ce terrorisme qui nous menace et la réponse passe par la connaissance, par l'intelligence ».
Chacune des plaques posées à Paris arbore le texte suivant : « En mémoire des victimes blessées et assassinées des attentats du 13 novembre 2015. Aux vies fauchées en ces lieux. » suivies des noms des victimes, par ordre alphabétique. La première cérémonie commence à 9 h au Stade de France à Saint-Denis puis se poursuit dans le 10e arrondissement de Paris devant le café Le Carillon et le restaurant Le Petit Cambodge, puis dans le 11e arrondissement, devant les terrasses de La Bonne Bière, du Comptoir Voltaire et de la Belle équipe, puis au Bataclan.
L'association « Life for Paris » organise un lâcher de ballons à 12 h 30, devant la mairie du 11e arrondissement de Paris, cérémonie qui s’achève par l'hommage musical d’une pianiste, qui est intervenue dans la nuit du 13 novembre 2015 en tant que personnel soignant, et un chœur de gospel qui offrira un chant d’espoir. L'association « 13onze15-Fraternité-Vérité » organise quant à elle un rassemblement de 400 personnes, des rescapés et des familles de victimes, dans Paris à la mi-journée. Tous souhaitent partager un moment ensemble, loin des politiques et des journalistes. Un simple buffet, des moments d'écoute et de musique sont prévus lors de cette commémoration. Cette même association appelle à se souvenir des victimes en plaçant une bougie à la fenêtre à la tombée de la nuit.
À la demande des associations de victimes du 13-Novembre, « Life for Paris » et « 13onze15-Fraternité-Vérité », qui réclament la construction d'un monument de mémoire, Anne Hidalgo, maire de Paris, a accepté de lancer un « groupe de travail » sur l'opportunité d'un tel mémorial et les questions qui s'y rattachent : quel emplacement et à qui appartient la mémoire des attentats, à la ville, aux victimes ou à la Nation. L'association « Génération Bataclan » poursuit cet objectif par le biais d'un financement participatif,. Toutefois la Mairie de Paris et les autres associations ont pris leurs distances avec cette association qui ne regroupe ni victimes ni membres de familles de victimes.
Le cardinal André Vingt-Trois, archevêque de Paris, célèbre à 18 h 30 une messe de suffrage en la cathédrale Notre-Dame. Vendues 3 euros dans les commerces au profit des associations de victimes, des milliers de lanternes flottantes bleues, blanches ou rouges sont lâchées sur le canal Saint-Martin, sur l'idée de trois Parisiens soutenus par la Mairie du 10e arrondissement. Plusieurs centaines de personnes se regroupent, allument des bougies ou déposent des fleurs place de la République ou sur les lieux des attentats. D'autres villes en lien avec les victimes organisent des hommages, telles Domont qui inaugure le 16 novembre 2016 le square Nicolas-Catinat en hommage à cet habitant de la commune tué au Bataclan.

## Commémorations du 13 novembre 2017
Le Président de la République Emmanuel Macron, accompagné de l'ancien président François Hollande, de la maire de Paris Anne Hidalgo et du maire de Saint-Denis Laurent Russier, se recueille à 9h20 au Stade de France à Saint-Denis, puis à 10 heures aux terrasses des cafés et restaurants des 10e et 11e arrondissements de Paris, et vers 11 heures, au Bataclan. Sur chaque lieu, en présence de familles des victimes, il se recueille devant la plaque commémorative pour une minute de silence et dépose une gerbe alors que le nom des décédés est scandé par un message enregistré. Vers midi le chef de l'État se rend sur la place de la mairie du 11e arrondissements de Paris où l'association de famille de victimes « Life for Paris » organise une cérémonie.
La commémoration au Stade de France est boycottée par le fils de la première victime, Manuel Dias, afin de protester contre la suppression du « secrétariat d’État qui leur était dédié. Puis récemment en réduisant les aides à certaines catégories de victimes, relativisant ainsi une fois de plus la souffrance et les multiples préjudices subis,. »